# Polyrhachis schlueteri
Polyrhachis schlueteri är en myrart som beskrevs av Auguste-Henri Forel 1886. Polyrhachis schlueteri ingår i släktet Polyrhachis och familjen myror. Inga underarter finns listade i Catalogue of Life.